# Haute-Vienne
Haute-Vienne ( fransk udtale ?) er et fransk departement i regionen Limousin. Hovedbyen er Limoges, og departementet har 353.893 indbyggere (1999).
Der er 3 arrondissementer, 21 kantoner og 200 kommuner i Haute-Vienne.

## Historie

### Forhistorisk tid
Kun få spor fra palæotilitiskt og mesolitisk tid er fundet ved Saint-Jean-Ligoure og i dalene omkring Gartempe og Vienne, endvidere har man fundet spor af neolitisk keramisk nær la Roche aux fées, i Cieux. Fra den megalitiske periode har man dog fundet flere gravhøje, blandt andet dem i dolmen de la Borderie, i Berneuil (2.650 f.Kr.) og den i Breuilaufa. I Chalus har man fundet øksehoveder, der indvarsler bronzealderens indtog.

### Lémovikerne
Byen Limoges og regionen Limousin, har taget navn efter det galliske folkeslag Lemovikerne, der beboede området, da romerne, efter at have besejret gallerne, indtog området. 10.000 blev sendt til Alesia hvor de blev anført af Sedullos. Lemovikerne eksporterede guld og tin fra Glange og Vaulry til Amorika og området omkring Middelhavet. De mange amforaer, der er fundet i området omkring Saint-Gence vidner om en omfattende handel med vin. Efter Cæsars erobring af Gallien, skete der en romanisering af området. Under Augustus regeringstid blev Lémovices (det nutidige Limoges) grundlagt og sammen med de andre byområder: Rongomagus (Rancon), Blatomagus (Blond) og Carovicus (Château-Chervix), en del af provinsen Aquitaine. Området oplevede en nedgang i løbet af det 3. århundrede på grund af eksterne spændinger og barbarernes invasion.

### Kristendommens indtog
I det 3. århundrede grundlagdes et vigtigt kristent center. Under merovingerne var der flere eneboere i området som hjalp med udbredelsen af det kristne budskab. De kristne samlede sig efterfølgende om disse mænds grave som i Saint-Léonard, Saint-Yrieix og Eymoutiers. Andre centre der oprettedes i denne periode og som senere blev vigtige religiøse og kulturelle centre var: Solignac i 632 grundlagt af Eloi, og Saint Martial grundlagt i 848. I 994 blev relikvierne af Saint Martial fremvist og angivet af de troende som et middel mod Meldrøjer. Det indledte dermed traditionen for at frembære relikvier af forskellige helgener, som stadig findes i Limousin den dag i dag. Et andet religiøst center, Communauté de Grandmont, opstod omkring disciplene af Etienne de Muret, som var en eneboer der døde i 1124. I løbet af det 12. og 13. århundrede grundlagde kirken i Limoges og i Saint-Junien munkeordnerne Franciskanerne og Dominikanerne, til at støtte op om de militære ordner Tempelridderne og Johanniterordenen, samt at bekæmpe kætteri

### Merovinger og karolingere
Den svage romerske kejser Honorius taber i 419 Aquitaine til Visigoterne. Deres herredømme bliver dog kort, da frankerkongen Klodevig ved slaget ved Vouillé i 507 genvandt Limousin. I 674 blev området en del af Hertugdømmet Aquitaine og i den forbindelse oprettedes vicomtet i Limoges. I 731 efterfølger Karolingerne Merovingerne. Pipin den Lille genskaber enigheden blandt gallerne og de vigtigste slag finder sted i området.
I fredsperioden under Karl den Store, skabes et aquitainsk kongerige i 778 og det overdrages til Ludvig den Fromme. Denne bosætter sig i den kongelige villa Jucundiacum i Le Palais-sur-Vienne. Karl den Skaldede overgiver i 845 Aquitaine til Pipin. Landets adel bryder sig imidlertid ikke om Pipin og proklamerer Karl den Skaldede som konge af Aquitaine i Limoges i 848. Gnidningerne opstår igen i anden halvdel af det 9. århundrede, da normannerne invaderer området.
Karolingerne gjorde Limousin til et grevskab, hvis grænser er de samme som stiftet, som er et af de største i Frankrig. I 927 lægges grevskabet Aquitaine ind under greverne af Poitiers' herredømme. Disse opretter i det 10. århundrede et vicomte i Limoges.

### Feudalismens udvikling
I slutningen af det 10. århundrede er Limousin ikke andet end en samling af territorier under forskellige lensherrer, med den konsekvens at usikkerheden er vendt tilbage. De opholder sig på deres slotte, som er bygget ovenpå deres borge, som Château de Chalucet eller Château de Lastours. Korstogene giver imidlertid lensherrerne chancen for at få afløb for deres aggressioner. I 1095 proklamerer Pave Urban 2. afholdelsen af det 1. korstog. Ridderen Gouffier de Lastours var en af de første der meldte sig. Kirkens bemymring i den sammenhæng var hvordan man skulle opretholde freden og til den ende lavede man en Guds våbenhvile, som blev vedtaget på konciliet i Limoges i 1031. Arvingen til hertugen af Aquitaine, Eleonora af Aquitanien, hvis anden ægtemand Henrik 2. af England, blev konge af England i 1158. Dette førte til, at Limousin blev en del af det engelske Aquitaine og kom derfor til, at tage del i Englands konflikter med Ludvig d. 7. og mellem den engelske konge og hans sønner. I løbet af disse stridigheder dør Eleonora og Henrik 2.'s søn Richard d. 1 ved belejringen af château de Châlus-Chabrol i 1199.

### Hundredårskrigen
Da den engelske konge Edvard 2. gør krav på den franske trone, står regionen midt i balladen. Det er begyndelsen på Hundredårskrigen. Limousin får besøg af bander af lejesoldater, der hærger landet som Perrot le Béarnais der erobrer slottet château de Châlucet. Med nederlaget til Johan den Gode ved Slaget ved Poitiers i 1356 og den efterfølgende traktat i 1360 overdrages en fjerdedel af kongeriget herunder Limousin til englænderne. Men i 1369 går Karl 6. af Frankrig igen ind i krigen og opnår støtte fra flere lensherrer og byen Limoges. I 1370 erobrede Prinsen af Wales byen, men på trods af dette, svor borgen i Limoges troskab overfor kongen af Frankrig.